# مامبتکولوو
مامبتکولوو (انگلیسی: Mambetkulovo) یک شهرک در شهرستان کویورگازینسکی جمهوری باشقیرستان در کشور روسیه است.